# Retusche (Archäologie)

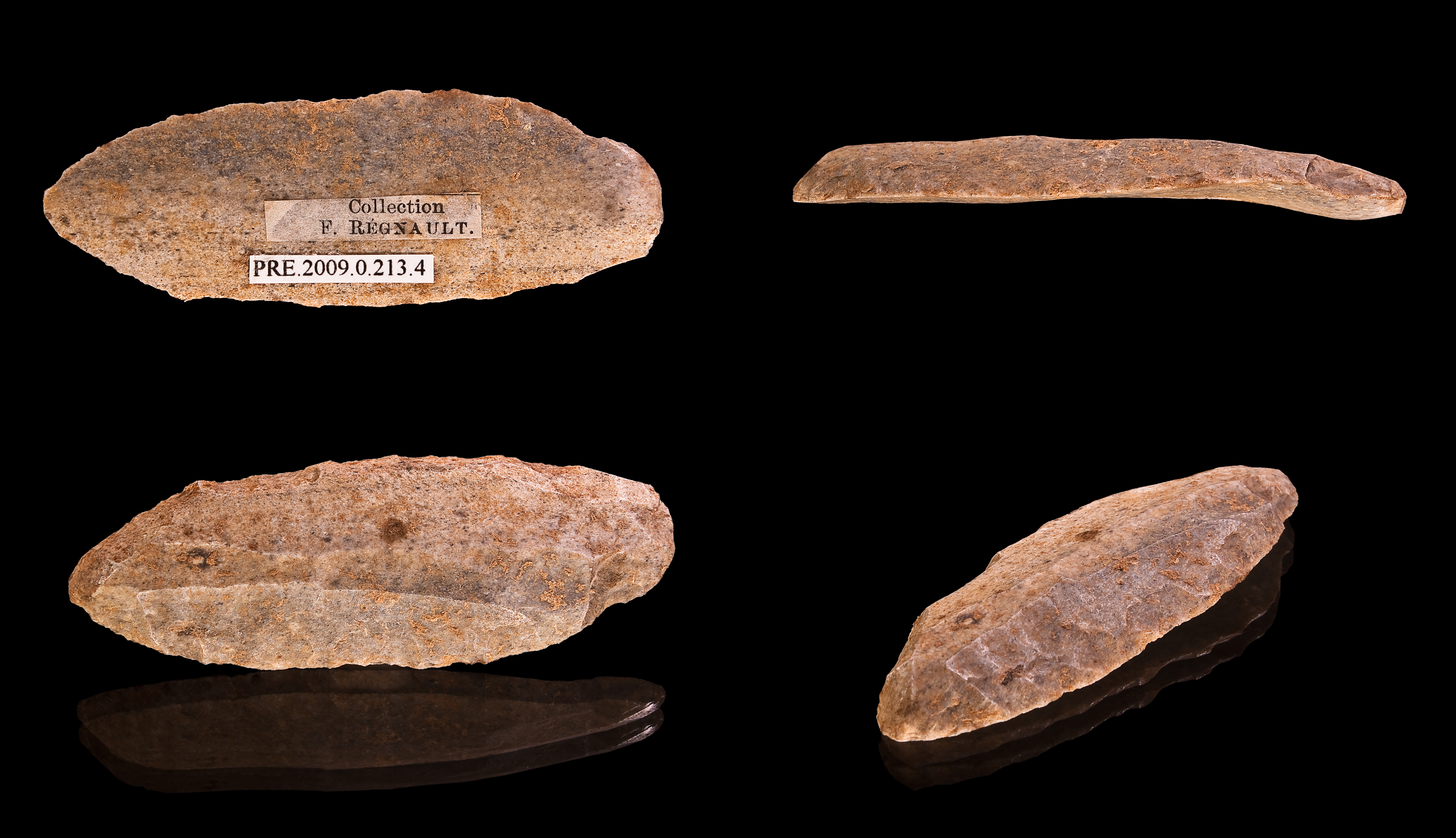
Retuschierte Feuersteinklinge in verschiedenen Ansichten

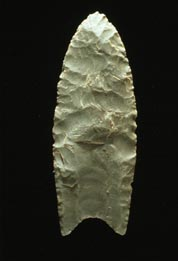
Flächenretusche einer Projektilspitze der Clovis-Kultur

Retusche ist in der Archäologie die Modifikation der Oberfläche von Steinen, die zu Steingeräten geformt wurden. Der Vorgang ist der primären Abschlagherstellung ähnlich, bei der das Ziel jedoch nicht die Abhebung von Teilen ist, sondern die (Vor)-Formung eines Werkzeug-Rohlings.
Formungs- oder Retuschenabschläge sind im Allgemeinen kleiner als Primärabschläge. Das wiederholte Abheben kleiner Plättchen bis zum Erreichen der gewünschten Form ist Kennzeichen der Retusche. Sie zählt zu den spanabhebenden Verfahren. Retuschiert wurde seit den frühen Abschlagskulturen in der gesamten Stein- und Bronzezeit.
Die Kanten primärer Abschläge sind scharf und daher zum Schneiden weicher Materialien, wie Fleisch und Pflanzen, geeignet. Für diese Funktionen kann durch Retusche keine Verbesserung erreicht werden. Für die Bearbeitung harter Stoffe (Holz, Horn) ist eine Retusche hingegen notwendig, um der Schneide Festigkeit zu verleihen (ein Ausbrechen zu verhindern).

## Arten von Retuschen
1. Formgebende Retusche: Formung von Flächen und Kanten durch Abschlag- oder Druckretusche.
2. Kantenretusche: Retuschen an Funktionskanten zur Schärfung und Anpassung an den jeweiligen Zweck. Sie ähneln dem modernen Wellenschliff.
3. Schutzretusche: Abstumpfen von Kanten bei Werkzeugen, um Verletzungen bei der Handhabung zu vermeiden (z. B. bei Rückenmessern).

## Gebrauchs-, Sediment- und Museumsretuschen
- Gebrauchsretuschen entstehen während des Gebrauchs (Absplittern).
- Sedimentretuschen sind meist schwache, partielle Beeinflussungen. Sie kommen oft in Höhlen oder unter Abris vor, wo durch Bewegung im steinigen Untergrund retuschenartige Beschädigungen entstehen können.
- Museumsretuschen sind Kantenbeschädigungen, die während der Ausgrabung oder bei der anschließenden Lagerung entstehen.